# Andreas Johansson (fotbollsspelare)
Roy Johan Andreas Johansson, även kallad "Adde", född 5 juli 1978 i Mellerud, Älvsborgs län är en svensk före detta fotbollsspelare.

## Karriär
Johansson växte upp i Mellerud, Dalsland. Han slog igenom i division två med Melleruds IF (MIF) som 16-åring och lämnade sedan MIF för Degerfors. År 1999 kom "Adde" till Stockholm och de dåvarande svenska mästarna AIK och fick spela fotboll på allsvensk nivå, men den visiten var kortvarig eftersom det blev en övergång till Djurgårdens IF inför säsongen 2000 vilket innebar spel i den nybildade Superettan. Djurgårdens IF blev seriesegrare den säsongen och därefter blev det allsvenskt spel i fyra säsonger till, innan han i januari 2005 skrev på för Wigan Athletic som just då satsade mot Premier League. I Djurgården var Johansson ordinarie och spelade oftast som offensiv mittfältare. Johansson fick väldigt begränsad speltid under våren 2005 i Wigan då laget nådde uppflyttningsplats. Johansson fick periodvis gott om speltid, oftast i en offensivare roll än i Djurgården, men fick under de två följande säsongerna alltför ofta följa sitt lag från läktarplats. I brist på – och för litet hopp om – mer speltid i Wigan för säsongen 2007/08 skrev han på ett 3-årskontrakt den 17 juli 2007 för Aalborg BK i den danska högstadivisionen.
Efter att ha spelat klart den tre säsonger långa kontraktstiden i Ålborg BK stod det klart att det inte blev någon fortsättning i den klubben. Före detta klubben Djurgården gav ett kontraktsförslag, men även Ålborgs ligakonkurrent Odense. I en intervju med Fotbollskanalen skall "Adde" ha funderat länge men valet föll kring midsommar 2010 till slut på Odense som skulle spela Europa League-kval. Kontraktstiden skrevs till två och ett halvt år, det vill säga till 31 december 2012. Odense slog ut skotska klubben Motherwell FC i sista kvalomgången och nådde gruppspelet där lagen VfB Stuttgart, Young Boys och Getafe CF blev lite för svårt motstånd för att ta sig vidare i turneringen. I maj 2011 avslutade Odense ligaspelet 2010/2011 med att sluta på andra plats där "Adde" svarade för 4 av lagets 55 mål. Därmed blev Odense klart för tredje kvalomgången av totalt fyra kvalomgångar till Champions League.
Den 26 oktober 2012 meddelade Odense BK via sin officiella hemsida att det inte blir någon förlängning efter kontraktstiden som slutar 31 december 2012. På dagen en månad efter beskedet att han lämnar Odense efter nyår – 26 november 2012 – presenterades "Adde" som nyförvärv av Djurgården. Kontraktet med Djurgården sträckte sig över säsongerna 2013 och 2014. Året 2013 började dåligt för Djurgården i Allsvenskan med 1 poäng och 2–19 i målskillnad  de 7 första omgångarna, men i Svenska Cupen gick det bättre där "Adde" gjorde matchens enda mål i semifinalen i början av maj vilket tog laget till första cupfinalen sedan cupsegern i slutet av år 2005. I finalen på Friends Arena blev det förlust mot IFK Göteborg. Efter den dåliga inledningen på allsvenskan 2013 gick det allt bättre och Djurgården säkrade det allsvenska kontraktet med råge. 
Under säsongen 2014 var Djurgården ett mittenlag hela året. För "Adde":s del blev det allt mindre speltid, delvis på grund av olika skador, och i oktober meddelade han att han skulle sluta som elitfotbollsspelare när kontraktet med Djurgården löpte ut, vilket gjorde hemmamatchen på Tele2 Arena mot IFK Norrköping den 1 november 2014 till avskedsmatchen. Matchen blev Addes 148:e allsvenska match (och 172:a seriematch) med Djurgården.
I europacupsammanhang har "Adde" gjort ett antal mål. Sommaren 2003 gjorde han 1–0-målet i returmatchen hemma på Råsunda mot Partizan Belgrad i Champions League-kvalet. Nästa sommar gjorde han 1–0-målet, på straff, borta på Stadio delle Alpi mot Juventus FC i Champions League-kval. I slutet av juli 2007 gjorde han det avgörande målet som tog Aalborg BK segrande ur Intertotocupen till UEFA-cupens andra kvalomgång. Under europacup-säsongen 2008/09 gjorde "Adde" mål i Champions League-kvalets andra (av tredje) kvalomgång mot Modrica. I slutet av oktober 2008 gjorde han mål mot spanska storklubben Villarreal CF och i slutet av februari 2009 gjorde han mål i UEFA-cupens 16-delsfinal, även det mot en spansk storklubb: Deportivo la Coruña. I UEFA-cupens åttondelsfinal mot Manchester City i mars 2009 slog han in en straff i straffläggningen som Ålborg förlorade med 3–4.

## Meriter
- Dansk ligamästare: 2007/08 (med Aalborg BK)
- SM-guld: 2002 och 2003 (med Djurgårdens IF)
- Svenska Cupen: 1999 (med AIK), 2002 och 2004 (med Djurgårdens IF)
- Champions League-gruppspel: 2008
- UEFA-cupspel: 2002, 2004, 2007 och 2009
- Intertoto-segrare: 2007
- Carling Cup-finalist: 2006 med Wigan Athletic
- A- och U21-landskamper för Sverige

## Statistik
| Klubb             | Säsong         | Liga                       | Liga    | Liga | Liga   | Cupspel | Cupspel | Europaspel | Europaspel | Övrigt  | Övrigt | Totalt  | Totalt |
| Klubb             | Säsong         | Division                   | Matcher | Mål  | Assist | Matcher | Mål     | Matcher    | Mål        | Matcher | Mål    | Matcher | Mål    |
| ----------------- | -------------- | -------------------------- | ------- | ---- | ------ | ------- | ------- | ---------- | ---------- | ------- | ------ | ------- | ------ |
| Melleruds IF      | 1993           | Division 2 Västra Götaland | 2       | 0    | ?      | —       | —       | —          | —          | —       | —      | 2       | 0      |
| Melleruds IF      | 1994           | Division 2 Västra Götaland | 15      | 1    | ?      | —       | —       | —          | —          | —       | —      | 15      | 1      |
| Melleruds IF      | 1995           | Division 2 Västra Götaland | 21      | 10   | ?      | —       | —       | —          | —          | —       | —      | 21      | 10     |
| Melleruds IF      | Totalt         | Totalt                     | 38      | 11   | ?      | —       | —       | —          | —          | —       | —      | 38      | 11     |
| Degerfors IF      | 1996           | Allsvenskan                | 10      | 1    | ?      | —       | —       | —          | —          | —       | —      | 10      | 1      |
| Degerfors IF      | 1997           | Allsvenskan                | 23      | 4    | ?      | —       | —       | —          | —          | —       | —      | 23      | 4      |
| Degerfors IF      | 1998           | Division 1 Norra           | 23      | 5    | ?      | —       | —       | —          | —          | —       | —      | 23      | 5      |
| Degerfors IF      | Totalt         | Totalt                     | 56      | 10   | ?      | —       | —       | —          | —          | —       | —      | 56      | 10     |
| AIK FF            | 1999           | Allsvenskan                | 12      | 1    | 3      | 3       | 0       | 1          | 0          | —       | —      | 16      | 1      |
| AIK FF            | Totalt         | Totalt                     | 12      | 1    | 3      | 3       | 0       | 1          | 0          | —       | —      | 16      | 1      |
| Djurgårdens IF    | 2000           | Superettan                 | 24      | 7    | 2      | 2       | 1       | —          | —          | —       | —      | 26      | 8      |
| Djurgårdens IF    | 2001           | Allsvenskan                | 25      | 5    | 6      | 2       | 1       | —          | —          | —       | —      | 27      | 6      |
| Djurgårdens IF    | 2002           | Allsvenskan                | 26      | 10   | 3      | 6       | 2       | 6          | 0          | —       | —      | 38      | 12     |
| Djurgårdens IF    | 2003           | Allsvenskan                | 26      | 12   | 4      | 4       | 3       | 2          | 1          | —       | —      | 32      | 16     |
| Djurgårdens IF    | 2004           | Allsvenskan                | 23      | 11   | 5      | 5       | 4       | 6          | 3          | 3       | 0      | 37      | 18     |
| Djurgårdens IF    | Totalt         | Totalt                     | 124     | 45   | 20     | 19      | 11      | 14         | 4          | 3       | 0      | 160     | 60     |
| Wigan Athletic FC | 2004/2005      | Championship               | 1       | 0    | 0      | 0       | 0       | —          | —          | —       | —      | 1       | 0      |
| Wigan Athletic FC | 2005/2006      | Premier League             | 16      | 4    | 3      | 9       | 3       | —          | —          | —       | —      | 25      | 7      |
| Wigan Athletic FC | 2006/2007      | Premier League             | 12      | 0    | 1      | 2       | 0       | —          | —          | —       | —      | 14      | 0      |
| Wigan Athletic FC | Totalt         | Totalt                     | 29      | 4    | 4      | 11      | 3       | —          | —          | —       | —      | 40      | 7      |
| Aalborg BK        | 2007/2008      | Superligaen                | 31      | 7    | ?      | 0       | 0       | 10         | 3          | —       | —      | 41      | 10     |
| Aalborg BK        | 2008/2009      | Superligaen                | 30      | 6    | 3      | 6       | 1       | 13         | 3          | —       | —      | 49      | 10     |
| Aalborg BK        | 2009/2010      | Superligaen                | 32      | 8    | 1      | 1       | 0       | 2          | 1          | —       | —      | 35      | 9      |
| Aalborg BK        | Totalt         | Totalt                     | 93      | 21   | 4      | 7       | 1       | 25         | 7          | 0       | 0      | 125     | 29     |
| Odense BK         | 2010/2011      | Superligaen                | 28      | 4    | 6      | 1       | 0       | 8          | 1          | —       | —      | 37      | 5      |
| Odense BK         | 2011/2012      | Superligaen                | 24      | 4    | 2      | 1       | 0       | 10         | 2          | —       | —      | 35      | 6      |
| Odense BK         | 2012/2013      | Superligaen                | 17      | 2    | 2      | 3       | 2       | —          | —          | —       | —      | 20      | 4      |
| Odense BK         | Totalt         | Totalt                     | 69      | 10   | 10     | 5       | 2       | 18         | 3          | 0       | 0      | 92      | 15     |
| Djurgårdens IF    | 2013           | Allsvenskan                | 27      | 4    | 7      | 7       | 2       | —          | —          | —       | —      | 34      | 6      |
| Djurgårdens IF    | 2014           | Allsvenskan                | 21      | 1    | 4      | 4       | 3       | —          | —          | —       | —      | 25      | 4      |
| Djurgårdens IF    | Totalt         | Totalt                     | 48      | 5    | 11     | 11      | 5       | —          | —          | —       | —      | 59      | 10     |
| Hela karriären    | Hela karriären | Hela karriären             | 469     | 107  | 52     | 56      | 22      | 58         | 14         | 3       | 0      | 586     |        |

## A-landskamper: matcher / mål
- 2008: 1 / 0
- 2007: 3 / 0
- 2004: 2 / 0
- 2003: 8 / 0
- 2002: 2 / 0